# Eric Fagúndez
Antonio Eric Fagúndez Lima (* 19. srpna 1998) je uruguayský profesionální silniční cyklista jezdící za UCI ProTeam Burgos BH.

## Hlavní výsledky
2018
Národní šampionát
 vítěz časovky do 23 let
Rutas de América
vítěz 4. etapy
Panamerické mistrovství
4. místo časovka do 23 let
2022
Vuelta a Zamora
 celkový vítěz
vítěz Clásica de Pascua
Vuelta a Segovia
2. místo celkově
vítěz 2. etapy
5. místo Clásica Santa Cruz
7. místo Memorial Valenciaga
2023
Národní šampionát
 vítěz časovky
5. místo silniční závod
Kolem jezera Čching-chaj
2. místo celkově
Panamerické hry
 3. místo silniční závod
4. místo časovka
Panamerické mistrovství
4. místo silniční závod
5. místo časovka
GP Beiras e Serra da Estrela
6. místo celkově
vítěz 1. etapy (TTT)
Vuelta a España
 cena bojovnosti po 5. etapě
2024
Národní šampionát
2. místo časovka

### Výsledky na Grand Tours
| Grand Tour      | 2023 |
| --------------- | ---- |
| Giro d'Italia   | —    |
| Tour de France  | —    |
| Vuelta a España | 129  |

| —   | Nezúčastnil se |
| DNF | Nedokončil     |